# I frid vill jag lägga mig ner
I frid vill jag lägga mig ner är en svensk psalm med text hämtad ur Psaltaren 4:9 och musik av Sten Eriksson.

## Publicerad i
- Svenska psalmboken - 1986 års psalmbok som nummer 683.
- Hela familjens psalmbok 2013 som nummer 20 under rubriken "Dagen och natten".[1]